# Voo China Airlines 140
O voo China Airlines 140 era um voo regular de passageiros entre o aeroporto internacional Chiang Kai-shek (hoje em dia Aeroporto Internacional de Taiwan Taoyuan), em Taiwan, e o aeroporto de Nagoya, no Japão. 
Em 26 de abril de 1994 o Airbus A300B4-622R que operava esta rota estava aproximando-se de Nagoya quando caiu, matando 264 das 271 pessoas a bordo.
Até agora, é o acidente mais mortal da história da China Airlines e o segundo mais mortal em solo japonês, atrás do voo Japan Airlines 123.

## Acidente
Em 26 de abril de 1994 o Airbus A300B4-622R estava completando a aproximação quando, justo antes de pousar em Nagoya, o primeiro oficial pressiona sem querer o botão Takeoff/Go-around (também chamado TO/GA e que em Português viria ser "potência de decolagem/arremetida") o que aumentou a posição do acelerador até colocar-se na mesma que nas embalagem e nas manobras de motor e ao ar.
Os pilotos tentaram corrigir manualmente a situação reduzindo os aceleradores e empurrando os maçanetas para baixo. O piloto automático agiu então em contra das acções dos pilotos (como estava agendado que fizesse em caso que o botão TO/GA estivesse ativado), causando que o nariz se inclinasse abruptamente. O nariz alto, combinado com a diminuição da velocidade do ar dever à potência insuficiente, levou a uma perda aerodinâmica do avião. Com uma altura insuficiente para recuperar estes condição, o aparelho caiu matando 264 dos 271 ocupantes do avião.
O acidente, que destruído o avião (entregado menos de 3 anos antes), foi atribuído a um erro da tripulação por não ser capaz de corrigir os controles e a velocidade do ar. Nove meses antes Airbus advertira os seus clientes de fazer uma modificação no sistema de voo que podia desligar completamente o piloto automático "quando se aplica certas entradas a controles manuais na roda de controlo do modo go-around", que incluiria o movimento cara adiante da coluna de controlo que os pilotos fizeram no voo. O avião acidentado tinha que receber a atualização a seguinte vez de necessidade uma paragem comprida de manutenção, devido a que "China Airlines julgou que as modificações não eram urgentes". Considerou-se que esses fatores incidiram no acidente, depois de que o erro primário dos pilotos de fazer com o controle da situação começasse.